# Université d'État de Savannah
L'université d'État de Savannah (en anglais : Savannah State University) est une université américaine située dans la ville de Savannah, en Géorgie, aux États-Unis. L'université a été fondée en 1890 par Richard R. Wright (en) pour les Afro-Américains. Elle fait partie des premières universités afro-américaines dans l'histoire des États-Unis et compte maintenant 98 % d'afro-américains dans son corps étudiants. Savannah State University, ou SSU, compte plus de 3 000 étudiants, dont plus de 2 900 étudiants en cycle undergraduate. L'université a été placée à la quatrième place du classement des meilleures universités historiquement afro-américaines des États-Unis par le U.S. News & World Report en 2008.

## Élèves et enseignants célèbres
Aberjhani